# La Madone d'Alba
La Madone d'Alba (en italien Madonna d'Alba)  est une peinture religieuse de Raphaël. Le tableau est actuellement conservé au National Gallery of Art à Washington;

## Histoire
L'œuvre a été commissionnée par Paul Jove, qui projetait de la conserver au Sanctuaire Santa Maria dei Miracoli 
(Nocera de' Pagani, ville dont il était évêque.
En 1686 l'œuvre quitta Nocera, et devint propriété du marquis de Caprio, vice-roi de Naples.
Au XVIIIe siècle le tableau fut acheté par la maison espagnole D'Alba, (d'où le nom du tableau).
En 1836 il fut acheté par le tzar Nicolas Ier de Russie à William Gordon Coesvelt, qui avait vendu sa collection de tableaux espagnols en 1814 à son frère et prédécesseur Alexandre Ier. Il en fit une pièce majeure du Musée de l'Ermitage à Saint-Pétersbourg. En 1931, le gouvernement soviétique le céda secrètement au collectionneur américain Andrew Mellon pour la somme de $ 1 166 400. Ce dernier en fit don avec son entière collection au National Gallery of Art de Washington en 1937, où le tableau se trouve encore aujourd'hui.
Pendant son séjour à l'Ermitage au début du XIXe siècle, le panneau fut transféré de son panneau circulaire sur une toile carrée.
Des analyses effectuées sur la peinture ont révélé que lors du transfert, le panneau original a été fracturé sur la partie droite  et centrale.

## Thème
Conformément à l'iconographie chrétienne Madonna leggente, le tableau représente Marie, un livre à la main et tenant dans ses bras, l'Enfant Jésus et saint Jean-Baptiste enfant.

## Description
Dans une cadre tondo la Vierge est présentée assise, tenant un livre de la main gauche, l'Enfant sur les genoux. Saint Jean Baptiste enfant tient son roseau  que l'enfant Jésus saisit dans la partie supérieure croisée. Les regards des trois personnages sont dirigés vers cette croix.
Quelques plantes se trouvent aux pieds des personnages, l'arrière-plan représente un paysage lacustre avec un petit bois, des collines, l'horizon situé aux trois quarts et le ciel dans le lointain.

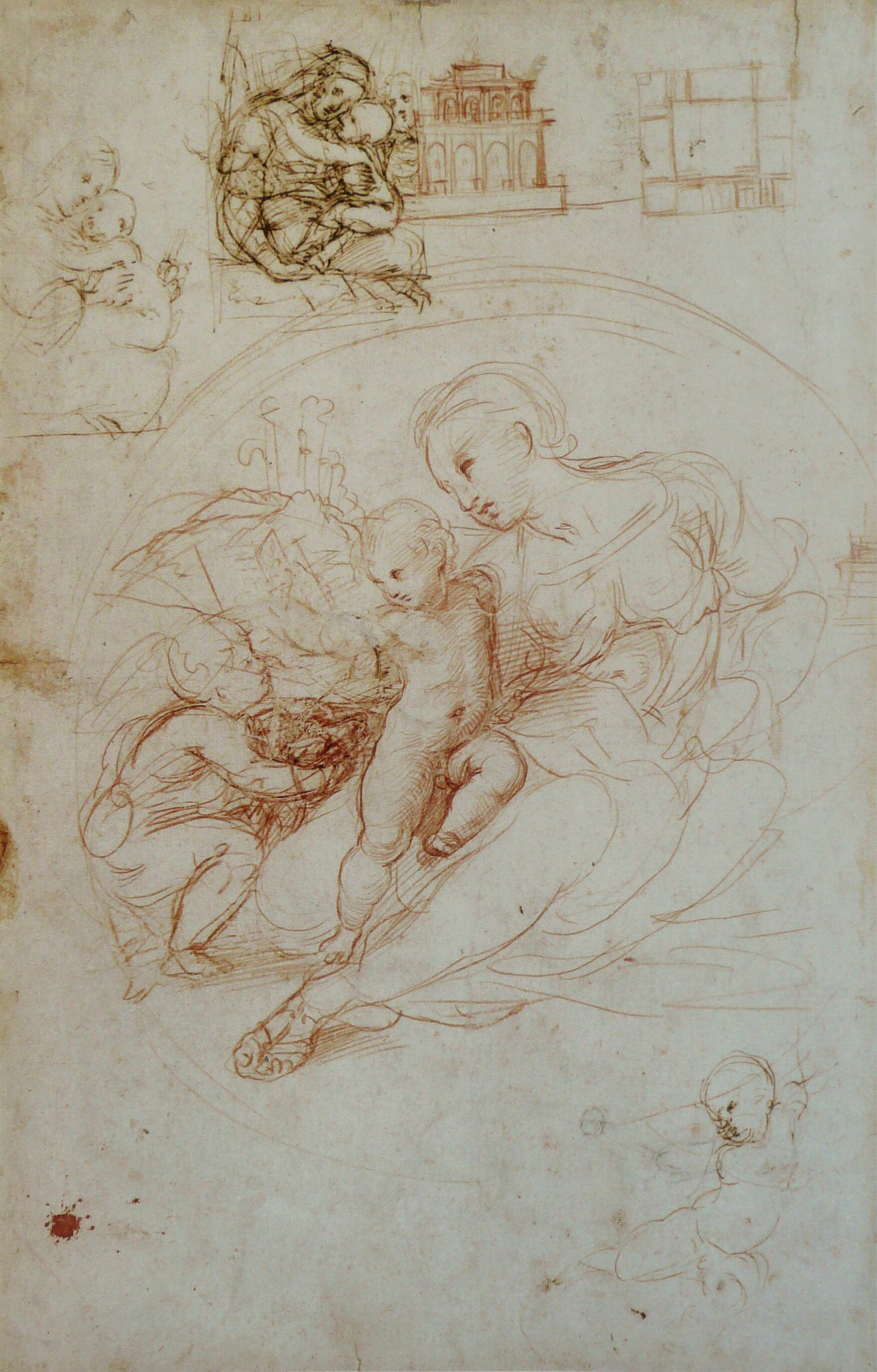
Etude pour la Madone D'Alba, Palais des beaux-arts de Lille
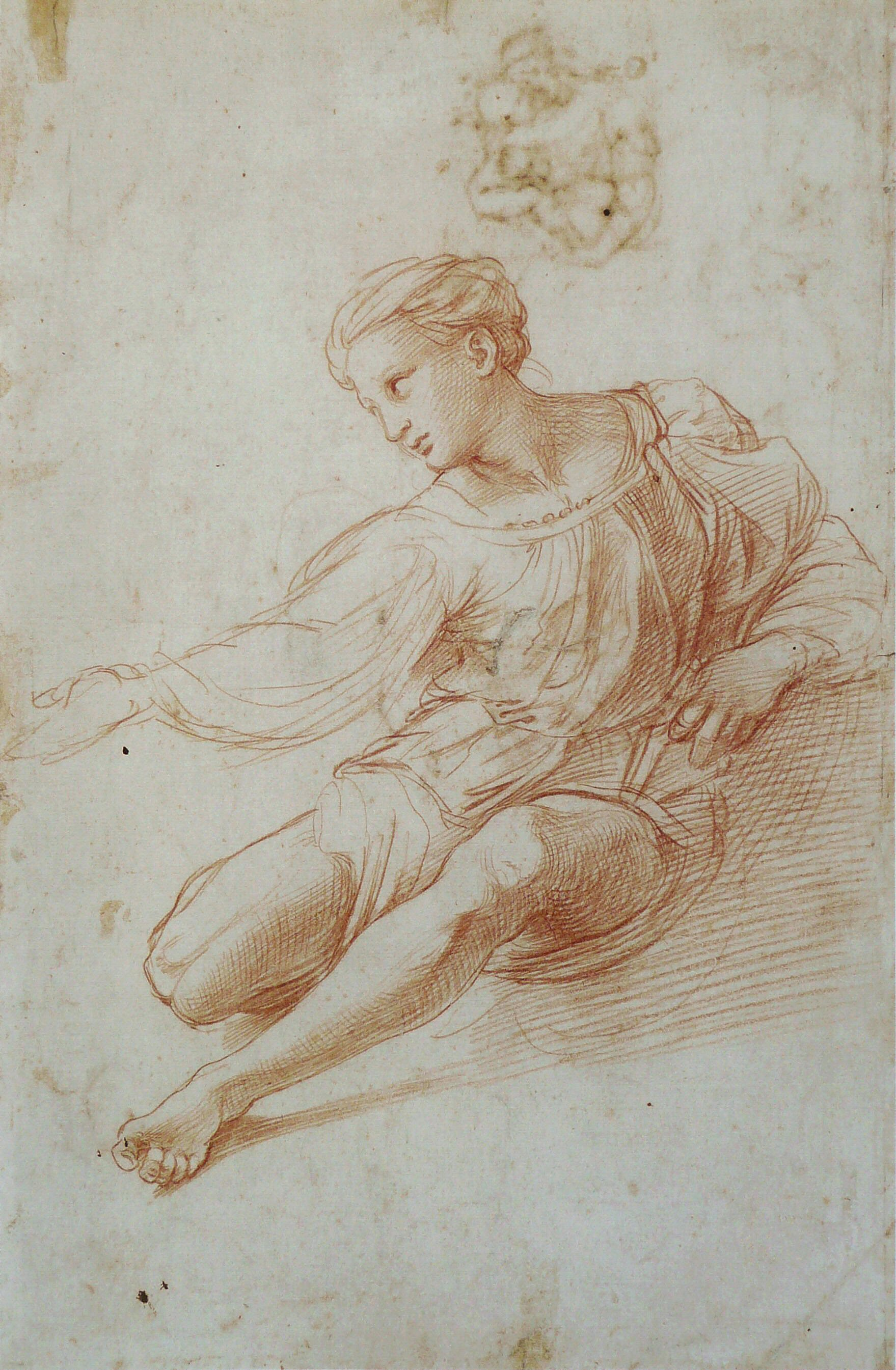
Etude pour la Madone D'Alba, Palais des beaux-arts de Lille

## Analyse
Comme pour La Belle Jardinière du même auteur, les fleurs du premier plan (violettes et ancolies) symbolisent, les premières  l'humilité de la Vierge, les secondes la Passion du Christ.

## Sources
- (it) Cet article est partiellement ou en totalité issu de l’article de Wikipédia en italien intitulé « Madonna d'Alba » (voir la liste des auteurs).